# 15889 Xiaoyuhe
15889 Xiaoyuhe è un asteroide della fascia principale. Scoperto nel 1997, presenta un'orbita caratterizzata da un semiasse maggiore pari a 2,2510638 UA e da un'eccentricità di 0,0495065, inclinata di 6,49821° rispetto all'eclittica.